# Ортис, Кармен
Кармен Милагрос Ортис (англ. Carmen Milagros Ortiz; род. 1956, Нью-Йорк) — американский юрист, федеральный прокурор США судебного округа Массачусетс.

## Биография
Кармен Ортис окончила Университет Адельфи и юридическую школу Университета Джорджа Вашингтона. Она работала адвокатом в фирме «Морисси и партнёры», затем была помощником окружного прокурора округа Мидлсекс (Массачусетс) и помощником федерального прокурора США.
В 2009 президент Барак Обама назначил Ортис на должность федерального прокурора США судебного округа Массачусетс. Она стала первой женщиной и первой латиноамериканкой на этой должности. В 2011 году газета «The Boston Globe» назвала Ортис «бостонцем года». В 2012 году журнал «Boston» поставил Ортис на третье место в списке пятидесяти самых могущественных бостонцев.
С 2011 года Ортис представляла обвинение против программиста Аарона Шварца, обвинённого в незаконном скачивании научных статей с сайта организации JSTOR. Несмотря на то, что организация JSTOR отказалась от иска к Шварцу, Ортис не закрыла дело и заявила: «Воровство есть воровство, не важно, использовали вы компьютер или лом, украли вы документы, данные или доллары» (Stealing is stealing, whether you use a computer command or a crowbar, and whether you take documents, data or dollars). Самоубийство Шварца в январе 2013 года, по утверждению журналиста Дэна Кеннеди, вызвало волну отвращения (a wave of revulsion), направленную против Ортис. На сайте Белого дома был начат сбор подписей за увольнение Ортис с её должности. В январе 2015 года, через два года после смерти Шварца, Белый дом отказался реагировать на петицию об отстранении Ортиса от должности. В декабре 2016 года Ортис объявила, что покинет свой пост в январе. Ее заявление не было неожиданным, поскольку новый президент Дональд Трамп имел полномочия назначать новых прокуроров США. В сентябре 2017 года Ортис присоединилась к бостонской юридической фирме Anderson & Kreiger.  В декабре 2019 года было объявлено, что она станет партнером фирмы.